# 宁远国
宁远国，《隋书》、《新唐书·西域传》作拔汗那国。《魏书·西域传》作破洛那，又作𢘥捍、䥽汗、跋汗、判汗、跋贺那等。汉朝时为大宛国。今译费尔干纳。故址在今乌兹别克斯坦锡尔河中游谷地费尔干纳盆地一带。国都在渴塞城（贵山城，今乌兹别克斯坦纳曼干州北卡桑赛）。
破洛那地处东西方陆路交通要道，商业发达，文化繁荣，并以产善马著称于世。北魏太延初年，魏太武帝遣散骑侍郎董琬使破洛那国。太延三年（437年）十一月，破洛那国遣使随董琬献汗血马，魏孝文帝太和三年（479年），遣使献汗血马，自是贡使不绝。隋唐时继续通贡使。隋朝时为西突厥征服。唐高宗显庆初年，遣使朝贡。显庆三年（658年），唐朝以拔汗那置休循州都督府，授其首领阿了参受封为刺史。从此岁贡。其后大食崛兴，唐玄宗开元初年为大食战将屈底波占领。其后西拔汗那沦于大食，东拔汗那王阿悉烂达干矢忠于唐朝，固守真珠水，屏卫唐朝西疆。开元二十七年（739年）阿悉烂达干助唐朝平突骑施吐火仙，唐朝册封为奉化王。天宝三载（744年）唐玄宗以外祖父家姓赐给他，改名窦忠节，以宗女为信义公主嫁阿悉烂达干，结和亲，并改拔汗那国号为宁远国。都城在西鞬城（今乌兹别克斯坦浩罕市北）。此后朝贡频繁，成为唐经营中亚的重要盟友。安史之乱时出兵援助唐朝。

## 延伸阅读
[在维基数据编辑]
 《北史·卷097》，出自李延壽《北史》